# Бериж
Бериж (фр. Béruges) насеље је и општина у западној Француској у региону Поату-Шарант, у департману Вијена која припада префектури Париз.
По подацима из 2011. године у општини је живело 1.322 становника, а густина насељености је износила 40,51 становника/km². Општина се простире на површини од 32,63 km². Налази се на средњој надморској висини од 130 метара (максималној 152 m, а минималној 87 m).

## Демографија
| 1962. | 1968. | 1975. | 1982. | 1990. | 1999. | 2011. |
| ----- | ----- | ----- | ----- | ----- | ----- | ----- |
| 588   | 629   | 556   | 749   | 1.050 | 1.103 | 1.322 |

График промене броја становника у току последњих година